# Elegance
Elegance is een maandblad voor dames dat in 1937 werd opgericht door Jules Perel. Het is de eerste Nederlandse glossy. Nederland was een van de laatste (Westerse) landen die een glossy tijdschrift kregen.

## Geschiedenis
Tijdens de Tweede Wereldoorlog staakte Perel de uitgave van het tijdschrift, omdat hij het oneens was met het bezettingsregime. In 1946 werd het blad weer uitgegeven. Nadat Perel in de jaren zestig overleed, zette zijn vrouw zijn werk als hoofdredacteur van Elegance voort.
Elegance groeide in die tijd uit tot een voornaam damesmagazine. De lezers van Elegance zijn voornamelijk vrouwen die zich interesseren voor mode, reizen, cosmetica en culinaire bezigheden, maar ook voor kunst en cultuur en interviews met bekende of minder bekende personen.
In 2003 vierde het blad zijn zestigjarig jubileum. Hoofdredactrice van Elegance was toen Anita Willemars.
In juni 2013 bleek de uitgever failliet te zijn en werd Elegance niet langer uitgegeven. In 2014 maakte de uitgeverij een doorstart en verscheen het tijdschrift weer. Coen Wulms is dat jaar benoemd tot  hoofdredacteur. Hij verhoogde de frequentie en zorgde voor een mix tussen high en low culture. Eind 2016 werd Elegance overgenomen door Pijper Media. Na het verschijnen van de jubileumeditie ter gelegenheid van het tachtigjarige bestaan van het magazine, nam Wulms afscheid van Elegance. 

## Oplagecijfers
Totaal betaalde gerichte oplage volgens HOI, Instituut voor Media Auditing:
| Jaar | Oplage |
| ---- | ------ |
| 1970 | 25.350 |
| 1990 | 55.122 |
| 2000 | 51.400 |
| 2010 | 48.027 |
| 2011 | 45.745 |